# Rushville (Illinois)
Rushville és una població dels Estats Units a l'estat d'Illinois. Segons el cens del 2000 tenia 3.212 habitants.

## Demografia
Segons el cens del 2000, Rushville tenia 3.212 habitants, 1.397 habitatges, i 888 famílies. La densitat de població era de 789,9 habitants/km².
Dels 1.397 habitatges en un 25,8% hi vivien nens de menys de 18 anys, en un 50,8% hi vivien parelles casades, en un 10,2% dones solteres, i en un 36,4% no eren unitats familiars. En el 33,2% dels habitatges hi vivien persones soles el 18% de les quals corresponia a persones de 65 anys o més que vivien soles. El nombre mitjà de persones vivint en cada habitatge era de 2,22 i el nombre mitjà de persones que vivien en cada família era de 2,78.
Per edats la població es repartia de la següent manera: un 21,7% tenia menys de 18 anys, un 7,9% entre 18 i 24, un 24,4% entre 25 i 44, un 22,2% de 45 a 60 i un 23,8% 65 anys o més.
L'edat mediana era de 42 anys. Per cada 100 dones de 18 o més anys hi havia 82,6 homes.
La renda mediana per habitatge era de 30.450 $ i la renda mediana per família de 38.125 $. Els homes tenien una renda mediana de 27.582 $ mentre que les dones 20.631 $. La renda per capita de la població era de 16.180 $. Aproximadament el 7,5% de les famílies i el 10,8% de la població estaven per davall del llindar de pobresa.

## Poblacions més properes
El següent diagrama mostra les poblacions més properes.